# Divízió I 2009
La Divízió I 2009 (detta anche "MAFL Veritas Gold Divízió I 2009" per ragioni di sponsorizzazione) è la 5ª edizione del campionato di football americano di primo livello, organizzato dalla MAFL.

## Squadre partecipanti
| Club               | Città       | Stadio | Sponsor ufficiale | Risultato nella stagione 2008 |
| ------------------ | ----------- | ------ | ----------------- | ----------------------------- |
| Budapest Cowboys   | Budapest    |        |                   |                               |
| Budapest Titans    | Budapest    |        |                   |                               |
| Budapest Wolves    | Budapest    |        |                   |                               |
| Győr Sharks        | Győr        |        |                   |                               |
| Nyíregyháza Tigers | Nyíregyháza |        |                   |                               |

## Stagione regolare

### Calendario

#### 1ª giornata
| 6 settembre 2009 | Nyíregyháza Tigers | 18 – 26 (6-0 6-13 6-0 0-13) | Budapest Cowboys | (200 spett.) |

#### 2ª giornata
| 12 settembre 2009 | Győr Sharks | 12 – 20 (6-7 0-6 0-0 6-7) | Budapest Wolves | (250 spett.) |

| 12 settembre 2009 | Budapest Titans | 0 – 39 (0-14 0-8 0-7 0-10) | Nyíregyháza Tigers | (100 spett.) |

#### 3ª giornata
| 20 settembre 2009 | Budapest Wolves | 38 – 0 (14-0 3-0 7-0 14-0) | Budapest Cowboys | (100 spett.) |

#### 4ª giornata
| 26 settembre 2009 | Győr Sharks | 55 – 23 (6-3 21-13 14-0 14-7) | Nyíregyháza Tigers | (100 spett.) |

| 27 settembre 2009 | Budapest Cowboys | 38 – 0 (0-0 13-0 6-0 19-0) | Budapest Titans | (150 spett.) |

#### 5ª giornata
| 4 ottobre 2009 | Budapest Wolves | 56 – 0 | Budapest Titans | (80 spett.) |

#### 6ª giornata
| 10 ottobre 2009 | Nyíregyháza Tigers | 3 – 28 | Budapest Wolves | (300 spett.) |

| 11 ottobre 2009 | Budapest Cowboys | 14 – 12 (7-0 0-6 0-6 7-0) | Győr Sharks | (200 spett.) |

#### 7ª giornata
| 17 ottobre 2009 | Budapest Titans | 0 – 36 (0-14 0-6 0-0 0-16) | Győr Sharks | (30 spett.) |

### Classifica
La classifica della regular season è la seguente:
- PCT = percentuale di vittorie, G = partite giocate, V = partite vinte,  P = partite perse, PF = punti fatti, PS = punti subiti

| Pos. | Squadra            | PCT   | G | V | N | P | PF  | PS  |
| ---- | ------------------ | ----- | - | - | - | - | --- | --- |
| 1    | Budapest Wolves    | 1.000 | 4 | 4 | 0 | 0 | 142 | 15  |
| 2    | Budapest Cowboys   | .750  | 4 | 3 | 0 | 1 | 78  | 68  |
| 3    | Győr Sharks        | .500  | 4 | 2 | 0 | 2 | 115 | 57  |
| 4    | Nyíregyháza Tigers | .250  | 4 | 1 | 0 | 3 | 83  | 109 |
| 5    | Budapest Titans    | .000  | 4 | 0 | 0 | 4 | 0   | 169 |

## Playoff

### Tabellone
|  | Semifinali | Semifinali         | Semifinali |             |    | V Hungarian Bowl | V Hungarian Bowl | V Hungarian Bowl |  |
|  |            |                    |            |             |    |                  |                  |                  |  |
|  | 1          | Budapest Wolves    | 26         |             |    |                  |                  |                  |  |
|  | 1          | Budapest Wolves    | 26         |             |    |                  |                  |                  |  |
|  | 4          | Nyíregyháza Tigers | 7          |             |    |                  |                  |                  |  |
|  | 4          | Nyíregyháza Tigers | 7          |             | 1  | Budapest Wolves  | 16               |                  |  |
|  |            |                    |            |             | 1  | Budapest Wolves  | 16               |                  |  |
|  |            |                    | 3          | Győr Sharks | 12 |                  |                  |                  |  |
|  | 2          | Budapest Cowboys   | 3          | Győr Sharks | 12 | 20               |                  |                  |  |
|  | 2          | Budapest Cowboys   |            |             |    |                  |                  |                  |  |
|  | 3          | Győr Sharks        | 23         |             |    |                  |                  |                  |  |

### Semifinali
| 24 ottobre 2009 | Budapest Wolves | 26 – 7 (6-7 6-0 14-0 0-0) | Nyíregyháza Tigers | (102 spett.) |

| 25 ottobre 2009 | Budapest Cowboys | 20 – 23 (14-6 6-7 0-7 0-3) | Győr Sharks | (120 spett.) |

### V Hungarian Bowl
| Budapest 7 novembre 2009 | Budapest Wolves | 16 – 12 (0-0 7-6 0-0 9-6) | Győr Sharks | BVSC Stadion (520 spett.) |

## Verdetti
- Budapest Wolves Campioni dell'Ungheria 2009